# پاتریک دروز
پاتریک دروز (انگلیسی: Patrick Drewes؛ زادهٔ ۴ فوریهٔ ۱۹۹۳) بازیکن فوتبال اهل آلمان است.
از باشگاه‌هایی که در آن بازی کرده‌است می‌توان به باشگاه فوتبال وولفسبورگ اشاره کرد.